# Reazione di riarrangiamento
Le reazioni di riarrangiamento (o trasposizioni) sono una classe di reazioni organiche in cui lo scheletro carbonioso di una molecola subisce un riarrangiamento producendo un isomero strutturale della molecola originale.
Il caso più semplice di riarrangiamento è quello intramolecolare, in cui un sostituente migra da un atomo all'altro all'interno della stessa molecola. Nell'esempio sotto viene riportata schematicamente una trasposizione 1,2, dove il sostituente R si sposta su un atomo di carbonio adiacente:
Oltre a un sostituente può anche migrare un legame, come nel caso del doppio legame nella trasposizione allilica. Occorre inoltre distinguere i riarrangiamenti intermolecolari (o apparenti), in cui il gruppo che migra è completamente libero dalla molecola originaria.
Il riarrangiamento è soventemente legato alla formazione di carbocationi o specie radicaliche maggiormente stabili. Anche una classe di reazioni pericicliche implica il riarrangiamento (trasposizioni sigmatropiche).